# Sevnik (Stol)
Sevnik je potok v Karavankah. Izvira na Potoški planini pod goro Stol oziroma na južnem pobočju Belščice. Teče proti jugu zahodno od Ajdne, čez Potoške rovte, in se pri naselju Potoki pod Sotesko kot levi pritok izlije v Savo Dolinko.
Je potok z močnim stalnim in dokaj enakomernim pretokom. Do izvira Sevnik (1265 m) voda iz podzemlja priteče po eni od »žil« gruščnatega materiala. Na dan privre po vsaj 4 m globokem zelo ozkem vertikalnem kamnitem jašku. Na širši površini planine je še več manjših, tudi občasnih izvirčkov. Od kod ta voda priteka ni znano, lahko izpod vzhodnih melišč pod Rjavimi pečmi, lahko pa tudi iz istega podzemnega jezera kot potok Urbas.
Ob njegovem toku in pritokih je še nekaj aktivnih plazov.